# 都営バス志村営業所
都営バス志村自動車営業所（とえいばすしむらじどうしゃえいぎょうしょ）は、かつて東京都板橋区東坂下に存在していた都営バスの営業所。営業所記号はY、ナンバーは練馬であった。

## 経歴
- 1959年5月27日：大塚自動車営業所志村支所として発足。所在地は都電志村線41系統の終点、志村橋電停付近[2]。
- 1966年5月21日：営業所に格上げ、志村自動車営業所となる。同月29日付けの都電志村線廃止に伴い、代替バスをはじめ多くの系統の運行を開始。
- 1978年
  - 10月31日：王54系統から撤退、王53・東55系統を廃止、同時に営業所の前を通る路線が消滅する。
  - 11月1日：滝野川営業所（現・北営業所）から王41・45系統を移管される。
- 1982年3月29日：志村営業所を廃止。所管系統のうち王78系統は杉並営業所（現・杉並支所）、王41・45・57系統は北営業所へ移管された。車両は北営業所[3] を中心に巣鴨営業所のほか、杉並や葛西営業所（現・江戸川営業所）にも少数が転出、乗務員も北や巣鴨営業所などに異動となった。

志村営業所の跡地は板橋区の広場を経て、現在は警視庁志村警察署となっている。

## 担当路線

### 王41・45系統
- 王41：王子駅 - 王子四丁目 - 新田橋 - 新田一丁目
- 王45：王子駅 - 王子四丁目 - 新田橋 - 新田土手通り - 宮城土手上 - 小台土手上 - 桜木土手上 - 千住桜木 - 足立区役所（循環）

1978年10月に滝野川営業所から移管されていたが、志村営業所の廃止に伴い北営業所に再移管された。

### 東50系統
- （104→）東50：常盤台教会 - ときわ台駅 - 大山 - 池袋駅東口 - 護国寺 - 江戸川橋 - 飯田橋駅 - 九段下 - 大手町 - 東京駅北口（東都乗合自動車板橋営業所→国際興業板橋営業所→巣鴨営業所→練馬営業所と共同運行）

1947年（昭和22年）、交通局と東都乗合の共同運行による東京駅直通路線の第1弾として新設された。当初は小滝橋営業所や大塚営業所が担当し、志村に移管されたのは路線末期の1971年（昭和46年）のことである。1974年（昭和49年）に営団地下鉄有楽町線が開業し、池袋と飯田橋の間が完全並行になったため、1975年（昭和50年）9月2日限りで廃止。

なお池袋駅東口と常盤台駅入口の間は、2018年現在国際興業バス光02系統が運行されている。

### 東52系統
- （117→）東52：常盤台教会 - 大和町 - 板橋駅 - 大塚駅 - 白山二丁目 - 文京区役所[4] - 水道橋駅 - 一ツ橋 - 大手町 - 東京駅北口（東都乗合自動車板橋営業所→国際興業バス板橋営業所→巣鴨営業所→練馬営業所と共同運行）

交通局と東都乗合の共同運行による東京駅直通路線の第2弾として、1949年（昭和24年）に新設された。常盤台-大和町間は国際興業バスの王54系統と同一経路だが、中山道では板橋二丁目から旧道に入り、国鉄赤羽線板橋駅を経て上池袋三丁目（明治通り堀割交差点）から大塚駅前に出ていた。 更に大塚駅と白山二丁目の間は千川通り
を経由していた。1972年3月1日現在の「都営バス系統路線図」によれば、板橋区側の終点が上板橋駅で、公園入口（現・国際興業バス富士見台小学校）-前野町-常盤台三丁目-中央通三丁目（現・国際興業バス中央通り）-常盤台公園（現・国際興業バス教育科学館）-上板橋で運転されている。 交通局第2次再建計画に伴う路線再編成により、1977年（昭和52年）12月15日限りで廃止。大塚駅 - 白山二丁目間の代替は茶60系統（池袋駅 - 御茶ノ水駅）によって行われた。

### 王53系統
- 42： 赤羽駅東口 - 東十条四丁目 - 東十条駅 - 王子駅
- 42： 赤羽駅東口 - 東十条四丁目 - 東十条駅 - 王子駅 - 尾久駅 - 新三河島駅 - 日暮里駅（1963年 - 1969年4月24日まで）
- 140：志村車庫前 - 浮間橋 - 荒川大橋 - 赤羽駅東口 - 東十条四丁目 - 東十条駅 - 王子駅 - 尾久駅 - 新三河島駅 - 日暮里駅（1969年4月25日 - 1971年6月9日。国際興業バス志村営業所と共同運行）
- （140→）王53：志村車庫前 - 浮間橋 - 荒川大橋 - 赤羽駅東口 - 東十条四丁目 - 東十条駅 - 王子駅 - 滝野川車庫 - 西巣鴨 - 池袋駅東口（1971年6月10日から廃止まで。国際興業バス志村営業所と共同運行。国際興業バスの案内は「都営志村車庫前」）

1954年（昭和29年）に王子駅と東十条四丁目の間で開設。当時は都営単独で、王子駅で都電19・32・トロリー104系統などからの接続を受け、沿線の成立商業高校へ向かう通学輸送を目的としていた。その後、王子駅 - 赤羽駅間や日暮里駅 - 赤羽駅間の運行を経て、1969年（昭和44年）4月25日付けで国際興業バスの赤羽 - 浮間 - 高島平線（後の赤05系統）と接続して2社共同運行になる。同時に都電終点停留所（現：赤羽二丁目、赤羽岩淵駅付近）で都電27系統に接続するようになった。

さらに1971年（昭和46年）に王子駅以遠が付け替えられ、王40系統や草64系統と同じ明治通り経由で池袋駅までの運行になって最終形が完成した。交通局第2次再建計画に伴う追加の路線再編成により、1978年（昭和53年）10月31日限りで廃止。浮間舟渡駅と赤羽駅の間は国際興業バスの赤06系統、赤羽駅と東十条四丁目の間は国際興業バスの赤25と国際興業・関東バス共同の赤31系統が現存している。

### 王54系統
- （64→）王54：常盤台教会 - ときわ台駅 - 富士見町 - 大和町 - 北区神谷町 - 王子駅（国際興業バス巣鴨営業所→練馬営業所と共同運行）

交通局第2次再建計画に伴う追加の路線再編成により、1978年（昭和53年）10月31日限りで都営が撤退し国際興業単独に変わる。2013年現在は上板橋駅 - 王子駅間での運行となっている。

### 東55系統
- （105・105甲→）東55：志村橋 - 志村車庫前 - 大和町 - 板橋区役所 - 板橋駅通り - 滝野川五丁目 - 西巣鴨 - 巣鴨駅 -駕籠町（千石一丁目）- 白山上 - 東大正門 - 本郷三丁目 - 御茶ノ水駅 - 神田錦町 - 大手町 - 東京駅北口（東都乗合自動車→国際興業志村営業所と共同運行）
- （都電41→）都電代替：志村橋 - 志村車庫前 - 大和町 - 板橋区役所 - 板橋駅通り - 西巣鴨 - 巣鴨駅
- （都電18→）105乙：志村車庫前 - 志村坂上 - 大和町 - 板橋区役所- 滝野川五丁目 - 西巣鴨 - 巣鴨駅 - 千石一丁目 - 白山上 - 文京区役所 - 神保町 - 一ツ橋

この系統は国際興業との共同運行で東京駅まで乗り入れていた105系統と、都電志村線18系統・41系統の代替という2つの出自を持つ。
105系統は1947年（昭和22年）6月、104系統と同時に運行を開始。最盛期には戸田橋を渡って埼玉県内に入り、浦和駅（1950年4月～1966年5月）もしくは蕨市の蕨操車場（1966年5月～1969年9月）まで運転されていた。
都営地下鉄6号線の着工に伴う都電志村線の先行撤去を受け、1966年（昭和41年）に都電代替系統が新設された。 あくまでも地下鉄開業までの暫定的な運行とされたために系統番号は付与されなかったが、105系統グループのひとつと位置づけられる。地下鉄開通後の1968年（昭和43年）12月31日限りで運行を終了した。
105乙系統は翌1969年（昭和44年）1月1日から運行され、かつての都電18系統の経路をほぼ踏襲するルートであった。本系統の新設に伴い、従来の105系統は「105甲」系統に改称された。しかし1972年（昭和47年）に都営地下鉄6号線の巣鴨以南が開業したことで完全並行となり、105乙系統は同年廃止。105甲系統は同年11月「東55系統」に改称されたが、交通局第2次再建計画に伴う追加の路線再編成により、1978年（昭和53年）10月31日限りで廃止された。

### 王57系統
- （都電27→）王57：赤羽駅東口 - 岩淵町 - 神谷三丁目 - 神谷陸橋 - 北区神谷町 - 王子三丁目 - 王子駅 - 豊島五丁目団地

1972年（昭和47年）11月の都電第7次撤去で廃止された27系統（現・都電荒川線）王子駅前 - 赤羽間の代替としてスタート。1982年の閉鎖時に、沿線に新設された北営業所へ移管された。

### 王78系統
- （66→）王78：新宿駅西口 - 水道局西部支所 - 新宿中央公園 - 中野坂上 - 東高円寺駅 - 高円寺駅入口 - 野方駅北口 - 豊玉北 - 茂呂郵便局 - 中板橋駅入口 - 大和町 - 十条仲原二丁目 - 北区神谷町 - 王子四丁目 - 王子駅
- 王78：新宿駅西口 - 水道局西部支所 - 新宿中央公園 - 中野坂上 - 東高円寺駅 - 高円寺駅入口 - 野方駅北口 - 豊玉北 - 茂呂郵便局 - 中板橋駅入口 - 大和町
- 王78：大和町 - 十条仲原二丁目 - 北区神谷町 - 王子四丁目 - 王子駅
- 王78：中野坂上 → 東高円寺駅 → 高円寺駅入口 → 野方駅北口 → 豊玉北 → 茂呂郵便局 → 中板橋駅入口 → 大和町→- 十条仲原二丁目 → 北区神谷町 → 王子四丁目 → 王子駅

環七通りが整備されたことにより、1966年4月に堀ノ内営業所（→杉並営業所→現・杉並支所）管轄で開通した。1972年7月に志村営業所へと移管されてきたが、閉鎖に伴い杉並営業所に再移管、同時に新宿地区の経路が宿91系統などと同じ東京医大病院経由となる。1988年から2003年にかけては練馬営業所（現・練馬支所）との共管としていたが、はとバス委託に伴い再度杉並支所の単独管轄となり現在に至る。志村営業所担当時代の名残で、入庫便だった大和町止まりが現在も設定されている。

## 車両
- 指定車種：日産ディーゼル工業（現・UDトラックス）
  - 開業当初はいすゞ＋富士重工ボディ車指定だったが、1964年度以降日産ディーゼル車が導入された結果、1978年度末をもって特定車を除き日デに統一される。その特定車も北営業所発足時に転出し、末期は全車が日デ車となっていた。志村営業所廃止に際しては北営業所を中心に巣鴨、杉並、葛西（現・江戸川）の各営業所に分散された。このうち巣鴨転出分は1983年11月に北営業所のいすゞ車と交換のうえ再度転出、杉並転出分はわずか2ヵ月余りで除籍されている。乗務員も北や巣鴨などに異動した。